# Limonethe meridionalis
Limonethe meridionalis är en stekelart som först beskrevs av Cresson 1865.  Limonethe meridionalis ingår i släktet Limonethe och familjen brokparasitsteklar. Inga underarter finns listade i Catalogue of Life.